# Matang Maneh
Matang Maneh is een bestuurslaag in het regentschap Aceh Utara van de provincie Atjeh, Indonesië. Matang Maneh telt 582 inwoners (volkstelling 2010).